# Cedrick
Cedrick Mabwati Gerard (Kinshasa, 8 maart 1992) is een Congolees voetballer die bij voorkeur als vleugelspeler speelt. Hij speelt sinds 2013 bij Real Betis; in het seizoen 2014/15 komt hij op huurbasis uit voor CA Osasuna. In 2014 maakte Cedrick zijn debuut in het voetbalelftal van Congo-Kinshasa.

## Clubcarrière
Cedrick kwam op dertienjarige leeftijd in de jeugdopleiding van Atlético Madrid terecht. Drie jaar later debuteerde hij in het tweede elftal. Op 6 januari 2010 debuteerde hij voor Atlético Madrid in de Copa del Rey tegen Recreativo Huelva. Na enkele minuten veroorzaakte hij een strafschop, waarna hij vervangen werd door Quique Sánchez Flores. Tijdens het seizoen 2010/11 werd hij uitgeleend aan CD Numancia. In 2011 maakte hij definitief de overstap. In drie seizoenen speelde hij 108 wedstrijden voor CD Numancia in de Segunda División, waarin hij dertien doelpunten maakte. Op 10 juni 2013 kocht hij zijn contract af voor amper één euro en tekende hij een transfervrij contract voor drie jaar bij Real Betis. Die club leende hem op 28 augustus 2014 uit aan CA Osasuna, waar hij op 30 augustus tegen Real Zaragoza (1–1 gelijkspel) zijn debuut maakte.

## Interlandcarrière
Cedrick maakte op 6 september 2014 zijn debuut in het voetbalelftal van Congo-Kinshasa in een kwalificatiewedstrijd voor het Afrikaans kampioenschap voetbal 2015 tegen Kameroen (0–2 verlies). In januari 2015 nam hij met zijn land deel aan het toernooi, waarin hij in alle groepswedstrijden speelde.